# Sudan del Sud ai Giochi della XXXIII Olimpiade
Il Sudan del Sud ha partecipato ai Giochi della XXXIII Olimpiade, svoltisi a Parigi dal 26 luglio all'11 agosto 2024, con una delegazione di 14 atleti (incluse le riserve), 13 uomini e una donna, in 2 discipline.

## Delegazione
| Sport            | Uomini | Donne | Totale |
| ---------------- | ------ | ----- | ------ |
| Atletica leggera | 1      | 1     | 2      |
| Pallacanestro    | 12     | 0     | 12     |
| Totale           | 13     | 1     | 14     |